# Conferința mondială a femeilor de la Beijing (4-15 septembrie 1995)

## Scurt Istoric
Tradiția feminină a internaționalismului a culminat cu conferințele mondiale ale Organizației Națiunilor Unite.Patru conferințe mondiale au avut loc între 1975 și 1995: în Mexic în 1975, Copenhaga în 1980, Nairobi în 1985, și Beijing în 1995. Grupurile de femei ce au participat activ la aceste conferințe, au avut efect pozitiv asupra proceselor, rezultatelor și rezoluțiilor.Procesul de la Beijing a dezlănțuit o voință politică remarcabilă și o vizibilitate la nivel mondial, întărind activismul mișcărilor femeilor pe plan mondial. Participanții la conferință s-au întors acasă cu mare speranță și acordul clar privind modul de realizare a egalității și a responsabilizării.

## Conferința Mondială a Femeilor de la Beijing
A IV-a Conferință Mondială a Femeilor desfășurată la Beijing între 4 și 15  septembrie 1995 sub semnul acțiunii pentru egalitate, dezvoltare și pace este considerată cea mai importantă dintre reuniunile organizate sub auspiciile Organizației Națiunilor Unite. Organizația Națiunilor Unite a militat încă de la crearea sa pentru transpunerea în viața cotidiană a principiului egalității fără deosebire de rasă, sex, limbă și religie înscrisă în anul 1945 în Carta ONU.De-a lungul celor peste 50 de ani de activitate, înaltul forum internațional a jucat și continuă să joace un rol decisiv în realizarea egalității “de jure”, prin crearea și perfecționarea cadrului juridic internațional și a egalității “de facto”, printr-o continuă sensibilizarea a opiniei publice și a autorităților statale la actele discriminatorii față de femei.
Reprezentanții a 189 de state au acceptat după dezbateri aprofundate și divergențe să adopte Declarația Generală și un Platformă de Acțiune Mondială cu privire la responsabilitățile femeilor și participarea lor în condiții de egalitate la dezvoltarea lor în toate domeniile vieții publice și private.
Prin Platforma de Acțiune se definește poziția participanților față de 12 mari probleme care reprezintă tot atâtea preocupări importante: sărăcia, educația și formarea, sănătatea, violența împotriva femeilor, situația în timpul conflictelor armate, structurile economice, împărțirea puterii și a luării deciziilor, mecanismele pentru promovarea egalității și drepturile umane ale femeii.Chiar și 20 de ani mai târziu, rămâne o sursă puternică de îndrumare și inspirație.Platforma de acțiune prezintă o lume în care fiecare femeie și fată își pot exercita libertățile și opțiunile și își pot realiza toate drepturile, cum ar fi să trăiască fără violență, să meargă la școală, să participe la procesul decizional și să se obțină egalitatea de remunerare a bărbaților și a femeilor pentru o muncă egală .
Într-un capitol distinct consacrat drepturilor femeilor, sunt definite principiile și principalele direcții de acțiune după care trebuie să se orienteze guvernele și sistemul Națiunilor Unite. Odată cu reafirmarea universalității și interdependenței tuturor drepturilor omului și a libertăților fundamentale inclusiv dreptul la dezvoltare, platforma reamintește faptul că drepturile femeii sunt parte integrantă și inalienabilă a acesteia. Cu toate acestea exercitarea drepturilor este îngrădită prin rezerve formulate la documentele cu reglementări în materie, discrepanțele dintre legislațiile naționale și normele internaționale, lipsa mijloacelor de recurs și o aplicare ineficientă.
În plus, statele participante s-au declarat de acord cu ratificarea până în anul 2000 a Convenției privind eliminarea tuturor formelor de discriminare față de femei și să ia în vedere aspectele egalității între sexe atunci când înaintează raportul în baza tuturor convențiilor privind drepturile omului.
Totodată, o atenție deosebită a fost acordată eliminării traficului cu femei, inclusiv exploatării sexuale, a pornografiei, prostituției și a turismului sexual, prin implementarea instrumentelor internaționale referitoare la aceste forme de discriminare. cât și corectării dezechilibrelor și a îmbunătățirii accesului femeilor la nivel de decizie în toate domeniile. În acest sens, programul de acțiune cheamă statele să se angajeze în fixarea ca scop a unui număr egal de bărbați și femei în organele și comisiile guvernamentale cât și în unitățile administrative publice și în serviciul juridic, în special să se fixeze obiective precise și să ia măsuri vizând mărirea substanțială a numărului de femei, în scopul realizării egalității femeilor cu bărbații în toate posturile guvernamentale și de administrație publică.